# Brunegghorn
Das Brunegghorn (3833 m ü. M.) ist ein Gipfel in den Walliser Alpen auf der Westseite des Mattertals oberhalb von Herbriggen. Es liegt gut 3½ Kilometer nordöstlich des Weisshorns (4505 m) und etwa 2½ Kilometer ostnordöstlich des Bishorns (4153 m). Der Gipfel entsendet Grate nach Nordwesten, Nordosten und Südwesten. Vom unteren Mattertal aus gesehen ist das Brunegghorn mit seiner bis zu 57° steilen Nordwand der dominierende Berg. Ganz gegensätzlich zur Nordwand ist die breite, brüchige Südostseite, aus deren Sockel 1991 der Bergsturz von Randa seinen Ausgang nahm.
Nordwestlich des Berges erstreckt sich der über vier Kilometer lange Brunegggletscher, deutlich kleiner ist der Abberggletscher unterhalb der Nordwand. Auf der Ostseite des Berges befinden sich mit dem Holzgletscher und dem Rossgletscher zwei weitere kleinere Gletscherreste.

## Routen

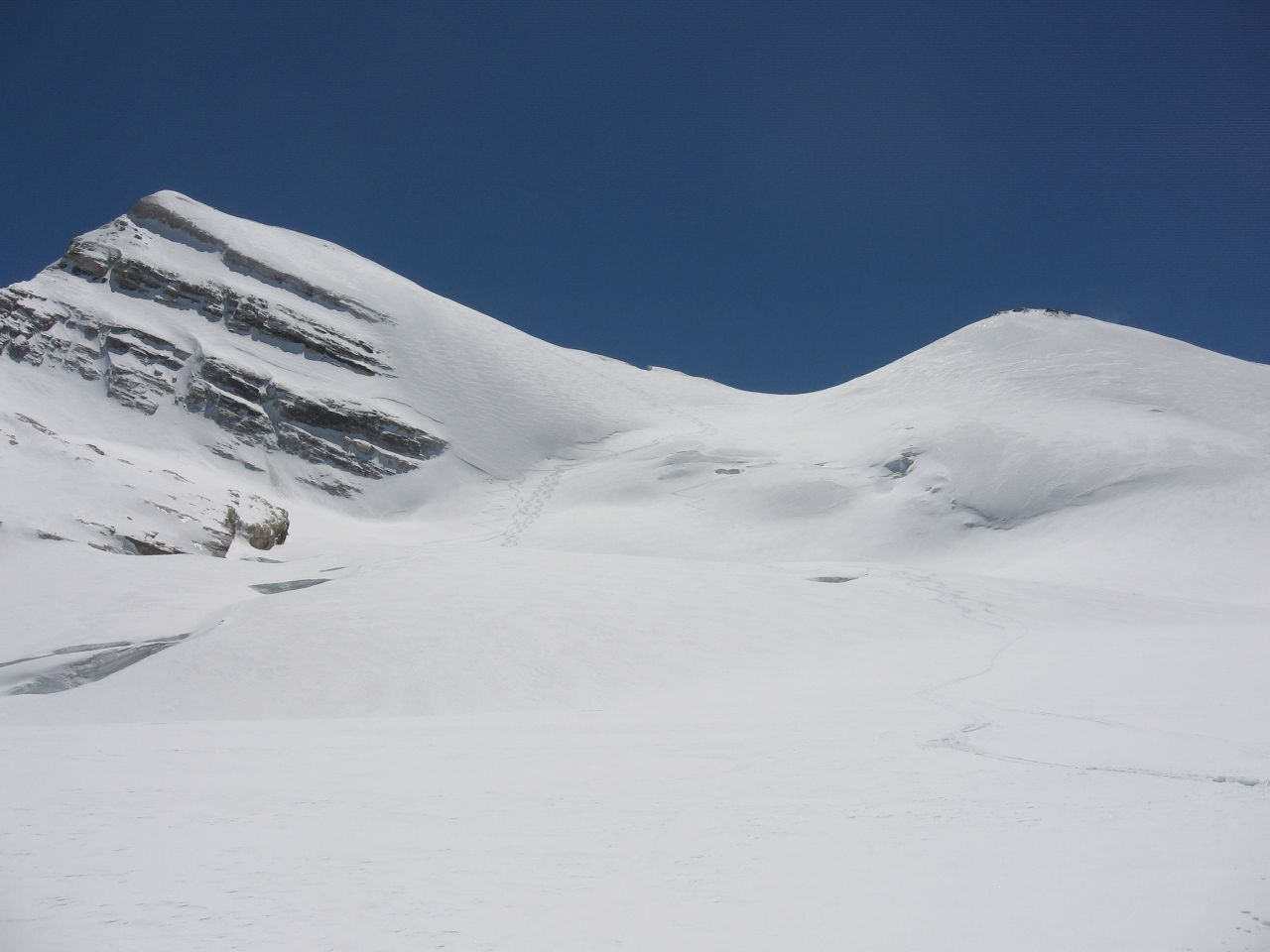
Brunegghorn von Westen, erkennbar ist die Spur des Normalwegs

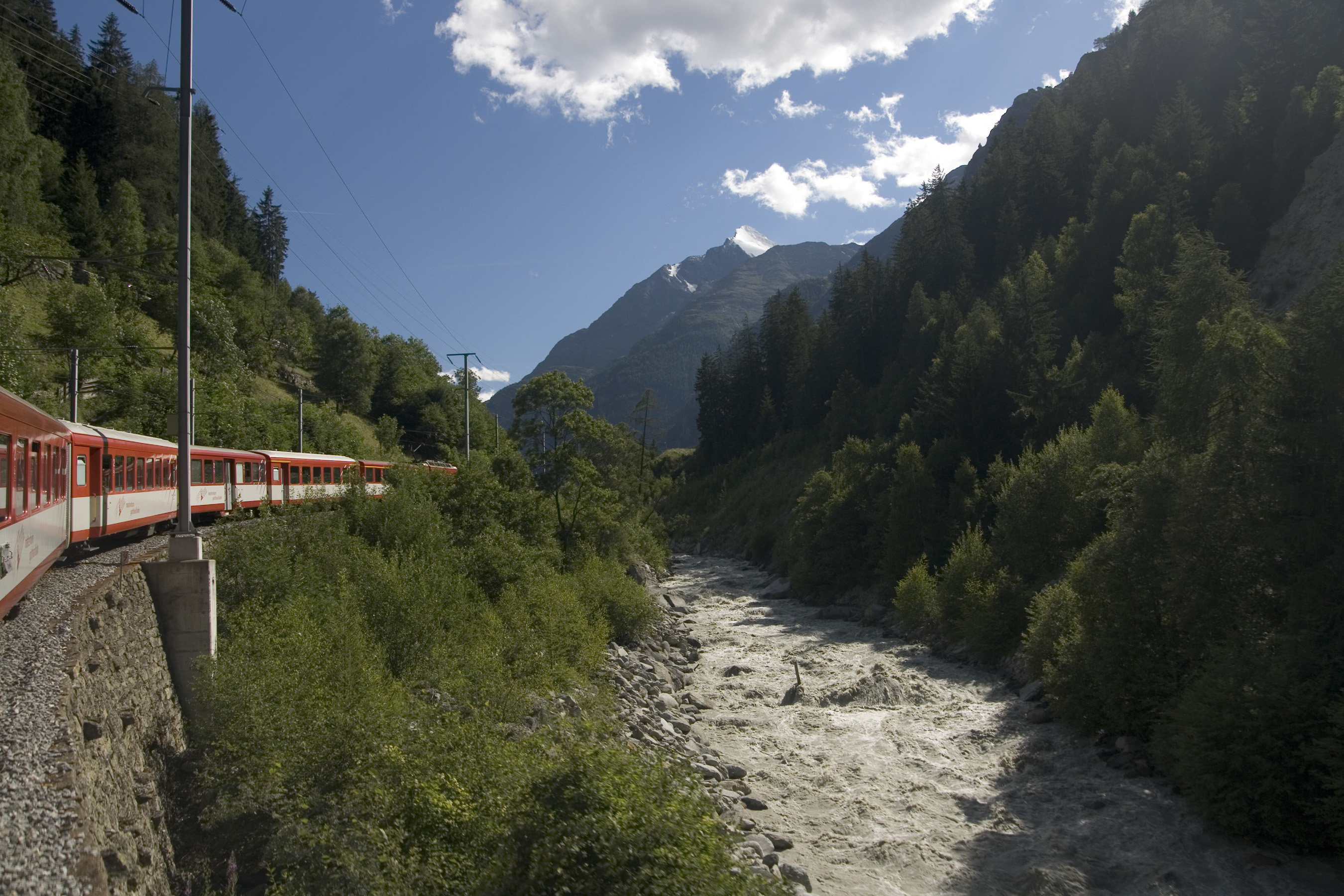
Blick von den Kipfen vor St. Niklaus Dorf auf das Brunegghorn

Der Normalweg führt über das zwischen Schöllihorn und Brunegghorn gelegene Bruneggjoch (3365 m). Dieses Joch kann man von der Topalihütte oder der Turtmannhütte erreichen, im ersten Fall wird es überschritten, im zweiten Fall geht man knapp unterhalb vorbei. Vom Joch steigt man westlich des felsdurchsetzten Nordwestgrats über Firn in südlicher Richtung zum Firnsattel östlich von P. 3671 an und erreicht dort den Südwestgrat. Spät im Jahr kann hier ein breiter Bergschrund Probleme bereiten. Auf der Westseite des oft überwächteten Grats gelangt man über Schnee und Schotter zum Gipfel. Bis zum Bruneggjoch braucht man von beiden Hütten etwa 3 Stunden, von dort zum Gipfel weitere 1½ bis 2 Stunden.
Etwas schwieriger ist vom Bruneggjoch direkt über den Nordwestgrat zum Gipfel zu steigen, dabei sind Kletterschwierigkeiten im II. Schwierigkeitsgrad zu bewältigen, diese Route kann aber im Frühsommer vorteilhafter sein als der übliche Normalweg.
Weitere Anstiegsmöglichkeiten sind der Nordostgrat von der Topalihütte oder die Nordwand.
Im Frühjahr wird dieser Gipfel häufig im Rahmen einer Skitour erstiegen.